# 相对定年

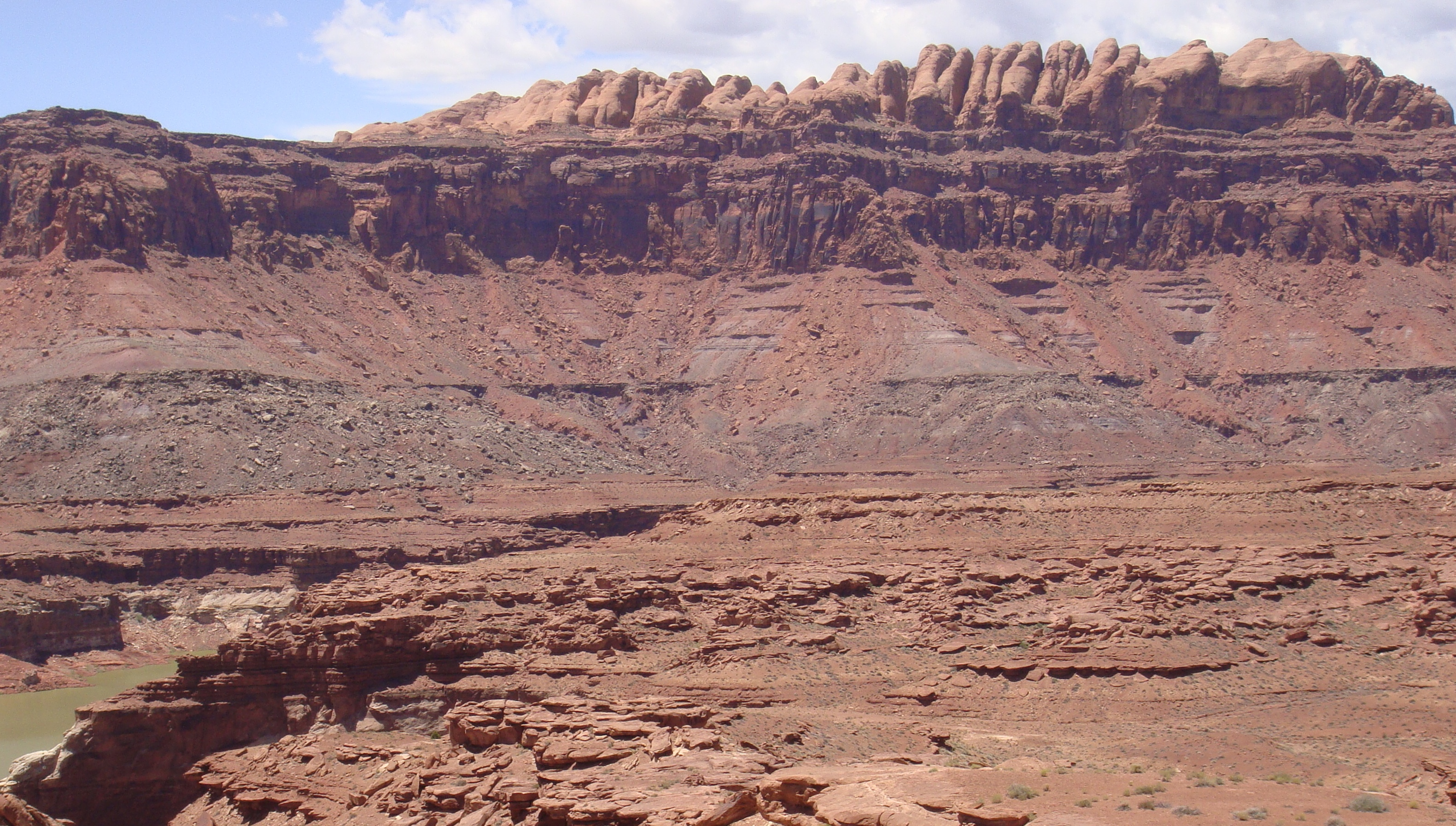
犹他州东南科罗拉多高原地区二叠纪至侏罗纪地层为原初水平律和叠覆律的极好示例，这是相对测年中使用的两个重要概念。地层构成了广泛分布在保护区内许多著名的突出岩层，如卡皮特尔沙岩国家公园和峡谷地国家公园。自上而下：纳瓦霍砂岩圆形棕褐色穹丘、分层的红色卡耶塔岩层组、垂直节理的红色温盖特砂岩峭壁、紫色的钦勒层斜坡、浅红色层状孟科匹岩层和白色分层的卡特勒层砂岩。图片来自犹他州格伦峡谷国家娱乐区。

相对测年（Relative dating）是确定过去事件的相对顺序（即某一物体相比于另一物体的年龄），而非确定它们的绝对年龄（即估计年龄）的科学。在地质学中，岩石或表层沉积物、化石和岩性可用于对各地层柱进行相互对比。在20世纪早期发现可提供绝对日期的放射性定年法之前，考古学家和地质学家都采用相对定年来确定材料的地质年代，虽然它只能确定一系列事件发生的“次序”，而不能测定事件发生的“时间”，但仍不失是一种有用的技术。生物地层学的相对测年法不仅是古生物学的首选方法，在某些方面，也是更准确的一种方法。叠覆律是17世纪至20世纪初地质学中观察到的“相对测年”的总结结果，该定律指出，较老的地层将比较新的地层更深。

## 地质学
1800年左右，威廉·史密斯发现了岩层中化石出现的规律。在挖掘英格兰西南部萨默塞特煤炭运河（Somerset Coal Canal）期间，他发现岩层中化石出现在的顺序总是相同。当继续从事测量员工作时，他在英格兰各地发现了同样的情况。他还发现某些动物只出现在某些层序上，而且在整个英格兰，它们都处在同一层序中。正是这一发现，使史密斯能够辨别出岩石形成的顺序。16年后，他发表了一幅展示出不同地质年代岩石的英格兰地质图。  

### 相对测年原理
18世纪地质学首次作为一门自然科学出现时，就发展出了相对年代测定方法。今天，地质学家仍使用以下原则作为提供地质史和地质事件时间信息的手段。

#### 均变论
“均变论”指出，现今观察到的正在改变地壳形态的作用，也同样以基本相同的方式作用于整个地质年代。18世纪苏格兰医生和地质学家詹姆斯·赫顿提出的一个地质学基本原则是“现在是过去的钥匙”，用赫顿的话说：“地球过去的历史必须用现在发生的事情来解释”。

#### 截切原理
“截切原理”涉及横切侵入。在地质学中，当火成岩侵入体穿过沉积岩地层时，可以确定火成岩侵入体比沉积岩年轻。有许多种不同类型的侵入体，包括岩株、岩盖、岩磐、岩床和岩脉。

#### 横切关系

横切关系可用于确定岩层和其他地质构造的相对年龄。解释：A–被一道逆断层切割的褶皱岩层；B–大侵入（穿过A层）；C–岩层的侵蚀角度不整合沉积（A层与B层）；
D–岩脉（穿过A、B和C层）；E–更年轻的岩层（覆盖了C层和D层）；F–正断层（穿过A、B、C和E层）。

“横切关系原理”适用于断层构造与所穿过岩层的年龄先后关系。因此，如果发现断层只穿透某些地层而非其顶部的地层，则被穿过的地层比断层更老，而未被切割的地层则一定比断层更年轻。在这些情况下找到关键层可能有助于确定断层是正断层还是逆断层。

#### 包体和成分
“包裹体和成分原理”解释，对于沉积岩，如果在地层中发现包裹体（或碎屑），则包裹体必定比包含它们的地层更古老。例如，在沉积岩中，来自较老地层的砾石被撕裂并包裹在较新地层中是很常见的；在火成岩中发现的“捕虏岩”也属于这种情况。这些异物被岩浆或熔岩流收集、并入，随后在基质中冷却。因此，捕虏岩比包含它们的岩石更古老。

#### 原初水平律
“原初水平律”原理表明，沉积物的堆积基本上呈现为水平层。对各种环境下现代海洋和非海洋沉积物的观察支持了这一概论（虽然“交错层”为倾斜的，但交错层单元的总体方向是水平的）..

#### 叠加
“叠覆律”表明，在构造未受到干扰的原始层序中，沉积岩层比其下方的年轻，比上方的更古老。地层经历的唯一干扰就是生物扰动，动物和/或植物在地层中移动物体，但这一作用尚不足使层序位置发生改变。该原理将沉积层视为垂直时间线的形式，即部分或完整地记录了从最低到最高沉积层所经历的时间。

#### 生物群演替
“动物群演替原理”是依据沉积岩中所出现的化石。由于生物生存于全世界同一时代，它们的出现或（有时）消失可用于提供所在地层的相对年龄。该原理是威廉·史密斯在查尔斯·达尔文进化论发表前近一百年所提出，演替原理的发展完全独立于进化思想。然而，考虑到化石石化的不确定性，受栖息地横向变化（沉积地层中的岩相变化）引起的化石类型局域化，以及并非所有化石都能被发现于全球同一时代内，因此，这一原理变得相当复杂。

#### 侧向连续律

侧向连续律原理示意图

“侧向连续律”规定沉积层最初朝各个方向横向延伸；换句话说，它们是侧向连续的。因此，其他各方面相似，但现在被山谷或其他侵蚀特征隔开的岩石，可以假定最初是连续的。 
沉积层不会无限延伸；相反，可以看到界限，并受到沉积物规模、类型以及沉积盆地大小和形状的制约。沉积物会继续移动至某一区域，并最终堆积下来。但随着远离源头的沉积物数量减少，沉积层将变得越来越薄
由于搬送介质没有足够的能量来搬运粗粒材料，因此，粗颗粒材料一般不会移动。取而代之的是，输送介质中最后沉淀在终点的将是粒度最细的颗粒，并呈现出从粗颗粒到细粒度材料的横向过渡过程。地层内沉积物的这种横向变化称之为沉积相。 
如果有充足的沉积材料，它将会一直堆积至沉积盆地的边缘。通常，沉积盆地位于与正在形成中的沉积物非常不同的岩石中，沉积层的横向界限将以岩石类型的突变为标志。

#### 火成岩包裹体
熔融包裹体是被困于晶体中的小熔岩包块或“团块”，而这些晶体则在形成火成岩的岩浆中生长。在很多方面，它们类似于流体包裹体。熔融包裹体通常很小–大多数直径都小于100微米（一微米是千分之一毫米，或约0.00004英寸）。然而，它们能提供丰富的的有用信息。利用显微观察和一系列微量化学分析技术，地球化学家和火成岩学家们可从熔融包裹体中获得一系列有用的信息。熔融包裹体的两种最常见用途是研究特定岩浆系统历史早期存在的岩浆成分。这是因为包裹体可以起到“化石”的作用—在这些早期熔体被后来的火成作用改变前，就将其捕获并封存。此外，由于它们被困在高压下，许多熔融包裹体还提供了有关驱动火山爆发的挥发性元素（如水、二氧化碳、硫和氯）含量的重要信息。
英国冶金学家“亨利·克利夫顿·索尔比”（Henry Clifton Sorby）是首位记录晶体中微小熔融包裹体之人，近年来，先进化学分析技术的发展推动了熔体包裹体的研究。二战后的几十年来，前苏联在熔融包裹体的研究方面一直居于领先水平（索博列夫和科斯秋克，1975年），并开发了在显微镜下加热熔融包裹体的方法，因此，可以直接观察它们的变化。
尽管体积很小，但熔融包裹体可能含有多种不同的成分，包括玻璃（代表快速冷却淬火的岩浆）、小晶体和单独的富蒸汽气泡。它们出现于在火成岩中发现的大多数晶体中，常见的矿物有石英、长石、橄榄石和辉石。熔融包裹体的形成似乎是岩浆中矿物结晶的正常部分，它们可以在火山及深成岩中找到。

#### 包含的碎片
“包块律”是地质学中的一种相对测年方法，从本质上说，该定律表明，岩石中的碎屑比岩石本身更古老。捕虏岩就是一则示例，它是原岩的碎块，由于顶蚀作用而落入到岩浆中。另一则例子是衍生化石，这是一种被从较老地层中侵蚀出来并重新沉积到较年轻地层中的化石。
这是对查尔斯·莱尔在1830年至1833年多卷的《地质学原理》中所阐述原始“包裹体和成分原理”的重述。该原理指出，对于沉积岩，如果在地层中发现包裹体（或碎屑），则包裹体必定比包含它们的地层更古老。例如，在沉积岩中，较新地层中常见到来自较老地层的破裂砾石，而火成岩中的捕虏体也是这种情况，这些异物被岩浆或熔岩流裹入，随后在基质中冷却。因此，捕虏体比包含它们的岩石更古老...

### 行星学
相对测年用于测定地球以外太阳系天体上的事件顺序，几十年来，行星科学家一直用它来解释太阳系中天体的发展，特别是在绝大多数缺乏表面样本的情况下。许多相同的原则也适用。例如，如果一道山谷形成于撞击坑内，则山谷一定比陨石坑年轻。
陨石坑在相对测年中非常有用，一般来说，行星表面越年轻，陨石坑就越少。如果掌握到足够精度的长期陨坑形成率，则可仅根据陨石坑数，就能了解粗略的绝对日期。然而，目前对地月系统以外的陨石坑形成率尚知之甚少。

## 考古学
考古学中的相关测年方法与地质学中应用的一些方法相类似，类型学原理可与地质学中的生物地层学方法相比较。 

## 另请查看
- 天文年代学
  - 地球的年龄
  - 宇宙的年龄

- 年代测定，考古年表。
  - 绝对测年
  - 相对测年，本文。

- 地质年代学
  - 年代地层学
    - 标志层
    - 地层学
    - 构造地质学
    - 非整合

- - 地质年代
    - 地球地质历史
    - 地球的未来

- - 板块构造论
    - 板块重构

- - 自然史年表
  - 地质年代学名称列表

- 常规
  - 一致性，来自独立、无关联来源的证据可“汇聚”到强有力的结论上

## 引文
- "Biostratigraphy: William Smith". Understanding Evolution. 2009. University of California Museum of Paleontology. 23 January 2009 <http://evolution.berkeley.edu/evolibrary/article/0_0_0/history_11 （页面存档备份，存于）>
- Monroe, James S., and Reed Wicander. The Changing Earth: Exploring Geology and Evolution, 2nd ed. Belmont: West Publishing Company, 1997. ISBN 0-314-09577-2